# Гидроксид диметилзолота(III)
Гидроксид диметилзолота(III) — металлоорганическое соединение с формулой (CH3)2AuOH, 
бесцветное твёрдое вещество,
слабо растворяется в воде.

## Получение
- Реакция иодида диметилзолота(III) с нитратом серебра(I):

{\displaystyle {\mathsf {(CH_{3})_{2}AuI+AgNO_{3}+H_{2}O\ {\xrightarrow {}}\ (CH_{3})_{2}AuOH+AgI\downarrow +HNO_{3}}}}

## Физические свойства
Гидроксид диметилзолота(III) образует бесцветное твёрдое вещество, 
слабо растворяется в воде, хорошо в растворах оснований и кислот.
Разлагается при нагревании выше 120 °С, при 150 °С — со взрывом.
Гидроксид диметилзолота(III) представляет собой циклический тетрамер [(CH3)2AuOH]4.